# Barta István (történész)
Barta István (Szentes, 1910. december 28. – Budapest, 1966. április 20.) történész, a történettudományok doktora (1964). Bátyja, Barta János irodalomtörténész.

## Életpályája
Barta Eduárd földműves és Sipos Anna fia. Egyetemi tanulmányait Szegeden kezdte, majd 1932-től a budapesti egyetemen folytatta, mint Eötvös-kollégista. 1935-ben tanári és bölcsészdoktori végzettséget is szerzett. 1936-tól Budapesti Egyetemi Könyvtár gyakornoka volt. 1941-től a Teleki Pál Tudományos Intézet tanáraként dolgozott. 1942–1943 között a Berlinben volt ösztöndíjas. 1945–1949 között a Kelet-európai Tudományos Intézet, majd a Magyar Tudományos Akadémia Történettudományi Intézetének munkatársa, 1960-tól főmunkatársa volt.

## Művei
- Egyház és állam viszonya Magyarországon a középkor végén (1935)
- Hadtörténelmi Olvasókönyv (1955)
- A magyar nép története 1711–1849 (1965)
- A fiatal Kossuth (1966)